# 大渡河路站
大渡河路站位于上海普陀区金沙江路大渡河路与金沙江路路口，为上海轨道交通13号线与15号线的换乘车站。13号线车站主体位于金沙江路路面下，呈东西向，15号线车站主体位于大渡河路路面下，呈南北向，车站距长风公园约一公里。13号线车站于2014年11月1日启用，15号线车站于2021年1月23日启用。

## 车站结构

### 车站楼层
大渡河路站共有4层。地面为车站出口，地下一层为车站大厅，地下二层为13号线站台，地下三层为15号线站台。
13号线在本站设有存车线，在2012年12月30日13号线开通金沙江路站至金运路站段后，因金沙江路站不具备列车折返条件，13号线利用该存车线在本站与金沙江路站间单线拉风箱运营，但由于存车线未设置站台，导致本站往金沙江路方向不具备载客条件，该站暂缓至2014年11月1日开通。
| 地面层   | 出入口             | 1、3-4、6-7、9出入口              |                    |                    |
| 地下一层 | 13号线站厅         | 票务服务、自动售票机、人工服务台  |                    |                    |
|          | 15号线站厅         | 票务服务、自动售票机、人工服务台  |                    |                    |
| 地下二层 | 侧式站台，右侧开门 | 侧式站台，右侧开门                | 侧式站台，右侧开门 | 侧式站台，右侧开门 |
|          | ①站台              | █ 13号线 往金运路（真北路）       |                    |                    |
|          |                    | █ 13号线 存车线                   |                    |                    |
|          | ②站台              | █ 13号线 往张江路（金沙江路）     |                    |                    |
|          | 侧式站台，右侧开门 |                                   |                    |                    |
| 地下三层 | ④站台              | █ 15号线 往顾村公园（梅岭北路）   |                    |                    |
|          | 岛式站台，左侧开门 |                                   |                    |                    |
|          | ③站台              | █ 15号线 往紫竹高新区（长风公园） |                    |                    |

### 车站出口
大渡河路站目前开放6个出入口，其中1、3-4号口连通13号线站厅，6-7、9号口连通15号线站厅，各出入口如下所示：
| 出口编号            | 出口指示           | 照片            |
| 连通 13号线站厅     | 连通 13号线站厅    | 连通 13号线站厅 |
| ------------------- | ------------------ | --------------- |
| 1 · 出口            | 大渡河路，金沙江路 |                 |
| 3 · 出口            | 金沙江路，中江路   |                 |
| 4 · 出口 · （设有） | 金沙江路，中江路   |                 |
| 连通 15号线站厅     |                    |                 |
| 6 · 出口            | 大渡河路，金沙江路 |                 |
| 7 · 出口            | 大渡河路           |                 |
| 9 · 出口 · （设有） | 大渡河路，金沙江路 |                 |
| 图例： 设有         |                    |                 |

## 车站周边

### 道路
- 金沙江路
- 大渡河路
- 中江路
- 怒江路

### 住宅
- 华东师大三村
- 名师华苑
- 长风二村
- 长风三村
- 长风四村
- 长风馨苑
- 申汉小区
- 中江小区

### 医疗
- 长风社区卫生服务中心

### 公园
- 长风公园

## 公交换乘
44、67、94、216、551、739、765、766、846、858、944

## 车站历史
- 2014年11月1日，13号线车站正式启用。
- 2021年1月23日，15号线车站正式启用。